# Marie Madeleine Diallo
Pour les articles homonymes, voir Diallo.
Marie Madeleine Diallo, née le 9 avril 1948  à Saint-Louis du Sénégal, est une actrice sénégalaise, et ancienne animatrice de radio à la RTS.

## Carrière

### Théâtre
Marie Madeleine Diallo commence à se faire remarquer lors des spectacles de fin d'année organisés à l'école Saint-Joseph de Cluny à Saint-Louis. À 16 ans, elle intègre la section théâtrale de l'association culturelle et sportive La Saint-louisienne. 
En 1975, elle devient animatrice sur la radio RTS Saint-Louis puis rejoint en 1983 la troupe théâtrale du même média. Elle interprète plusieurs pièces radiophoniques sur les ondes. En 1990, sa prestation dans le téléfilm Bara Yegoo lui offre une renommée nationale au Sénégal,.

### Filmographie
- 2001 : Salut la vie téléfilm de Daniel Janneau[6].
- 2005 : Le Jardin de papa film de Zéka Laplaine[7].
- 2005 : Les Cités coloniales en Afrique - Le Sénégal - Saint-Louis série documentaire de Georges Courrèges.
- 2010 : Blissi N'Diaye ou la visite de la dame court-métrage de Nicolas Sawalo Cissé[8] sélectionné en compétition au FESPACO 2011 et au Festival d'Angers 2011[9].

### Séries télévisées sénégalaises
- Domou Baye produit par la RTS
- Borom N'Darr
- Pa Kouy du réalisateur Moussa Diop
- Bara Yeego

## Vie privée
Elle est la veuve de l'artiste peintre Jacob Yakouba, décédé en 2014,.
Elle est la sœur des musiciens sénégalais Edouard Valfroy et Benjamin Valfroy,.

## Récompenses
En 2014, Marie Madeleine Diallo est élevée au grade d’officier de l'ordre national du Mérite par le président de la République sénégalaise Macky Sall,.
En 1992, le chanteur Youssou N'Dour lui dédie une chanson intitulée Marie - Madeleine, la Saint-Louisienne dans l'album Eyes Open.